# 牡丹 (江東区)
牡丹（ぼたん）は、東京都江東区の町名。現行行政地名は牡丹一丁目から三丁目。住居表示実施済区域。

## 地理
江東区西部に位置し、深川地域内に当たる。北は大横川に沿い、南は古石場川に沿っている。北で門前仲町、北東で富岡、東で木場、南で古石場、西で越中島、北西の橋梁上の一点で永代と隣接する。西から一・二・三丁目が設置されている。町域内は典型的な下町で、ほとんどが住宅地になっている。門前仲町駅に近い。町域南側古石場川沿いに細長く古石場川親水公園が設置されている。

### 河川
- 大横川
- 古石場川

## 歴史
江戸時代に埋め立てられている。

### 地名の由来
付近で牡丹を栽培する農家が多かったため牡丹町とつけられたという説と、現在の錦糸町駅付近にあった牡丹園の職人が多く住んでいたため牡丹町とつけられたという説とがある。

## 世帯数と人口
2023年（令和5年）1月1日現在（東京都発表）の世帯数と人口は以下の通りである。
| 丁目       | 世帯数    | 人口    |
| ---------- | --------- | ------- |
| 牡丹一丁目 | 512世帯   | 765人   |
| 牡丹二丁目 | 600世帯   | 943人   |
| 牡丹三丁目 | 1,102世帯 | 1,898人 |
| 計         | 2,214世帯 | 3,606人 |

### 人口の変遷
国勢調査による人口の推移。
| 年                 | 人口  |
| ------------------ | ----- |
| 1995年（平成7年）  | 3,716 |
| 2000年（平成12年） | 3,579 |
| 2005年（平成17年） | 3,397 |
| 2010年（平成22年） | 3,525 |
| 2015年（平成27年） | 3,376 |
| 2020年（令和2年）  | 3,541 |

### 世帯数の変遷
国勢調査による世帯数の推移。
| 年                 | 世帯数 |
| ------------------ | ------ |
| 1995年（平成7年）  | 1,716  |
| 2000年（平成12年） | 1,730  |
| 2005年（平成17年） | 1,758  |
| 2010年（平成22年） | 1,997  |
| 2015年（平成27年） | 1,956  |
| 2020年（令和2年）  | 2,111  |

## 学区
区立小・中学校に通う場合、学区は以下の通りとなる（2023年4月時点）。
| 丁目       | 番地 | 小学校             | 中学校                 |
| ---------- | ---- | ------------------ | ---------------------- |
| 牡丹一丁目 | 全域 | 江東区立臨海小学校 | 江東区立深川第三中学校 |
| 牡丹二丁目 | 全域 | 江東区立数矢小学校 | 江東区立深川第三中学校 |
| 牡丹三丁目 | 全域 | 江東区立平久小学校 | 江東区立深川第三中学校 |

## 交通

### 鉄道
町域内を都営地下鉄大江戸線が通っているが駅は設置されていない。東京メトロ東西線・都営大江戸線門前仲町駅、JR東日本京葉線越中島駅が利用できる。

### バス
- 東京都交通局

### 道路
- 東京都道463号上野月島線（清澄通り）

## 事業所
2021年（令和3年）現在の経済センサス調査による事業所数と従業員数は以下の通りである。
| 丁目       | 事業所数  | 従業員数 |
| ---------- | --------- | -------- |
| 牡丹一丁目 | 72事業所  | 464人    |
| 牡丹二丁目 | 33事業所  | 286人    |
| 牡丹三丁目 | 106事業所 | 1,540人  |
| 計         | 211事業所 | 2,290人  |

### 事業者数の変遷
経済センサスによる事業所数の推移。
| 年                 | 事業者数 |
| ------------------ | -------- |
| 2016年（平成28年） | 240      |
| 2021年（令和3年）  | 211      |

### 従業員数の変遷
経済センサスによる従業員数の推移。
| 年                 | 従業員数 |
| ------------------ | -------- |
| 2016年（平成28年） | 2,097    |
| 2021年（令和3年）  | 2,290    |

## 施設
- 古石場川親水公園
- 牡丹一郵便局
- 前川製作所
- 牡丹町公園
- 牡丹郵便局

## その他

### 日本郵便
- 郵便番号 : 135-0046[3]（集配局 : 深川郵便局[16]）。